# ニコラ・クレマン
ニコラ・クレマン（Nicolas Clément、1779年1月12日 - 1841年11月21日）は、フランスの物理学者・化学者である。結婚後はニコラ・クレマン＝デゾルム(Nicolas Clément-Desormes)と名乗った。
シャルル・デゾルムの同僚であり、クレマン＝デゾルム実験を行った。2人は、一定の圧力と一定の温度で膨張したときの空気の熱容量に関連する気体の法則のガンマの正確な値を決定したことでも知られている（状態方程式を参照）。2人はまた、ヨウ素の研究を行い、ヨウ素が元素であると決定するのに重要な役割を果たした。この研究は、写真を発明するきっかけとなり、クレマンとデゾルムは、写真産業の初期の歴史に貢献した人物として認識されている。また、絶対零度の値を決定したのもこの2人の功績である。

## キャリア
クレマンは、パリの国立工芸院で、化学の最初の講座のうちの一つを担当していた。工業化学の授業では、蒸気機関の動力源となる蒸気の熱力学に重点を置いた授業を行っていた。1819年頃にはサディ・カルノーと親交を深め、2人は1キログラムの石炭から得られるエネルギーの最大量を計算する方法を開発した。クレマンとカルノーは熱の仕事当量の概念を明確に理解しており、1840年代のマイヤーやジュールの研究よりも20年近く前にエネルギー効率の計算式を開発していた。クレマンとカルノーの関係については、歴史家ロバート・フォックスの書籍やカロリーの歴史に関する記事にまとめられている。
クレマンは、熱量の単位としてのカロリーを定義した。その定義は1824年に雑誌"Le Producteur"に発表された。クレマンが定義したカロリーは「1キログラムの水を1℃上昇させる熱量」で、現在のキロカロリーに相当するものであり、後に区別のために「キログラム・カロリー」や「大カロリー」と呼ばれるようになった。この定義は早くも1842年にはフランスの辞書に掲載された。1929年にイギリスで1グラムの水によるカロリー（グラム・カロリー、小カロリー）の定義が導入された。その後に導入されたMKS単位系の単位としてはキロカロリー（クレマンの定義のカロリー）の方がよく使われるようになり、2種類のカロリーが存在することによる、今日まで続く「カロリーの混乱」が生まれることとなった。ヤード・ポンド法が優勢なアメリカ合衆国で、食品表示にメートル法系のカロリーが使用されているのは、1819年から1824年にかけてアメリカで行われたクレマンの講義によるものである。
クレマンは若い時から実業家としても成功を収めた。ビートから砂糖を作る会社など、いくつかの化学会社を所有または出資していた。

## 私生活
ディジョンで1779年1月12日に生まれた。

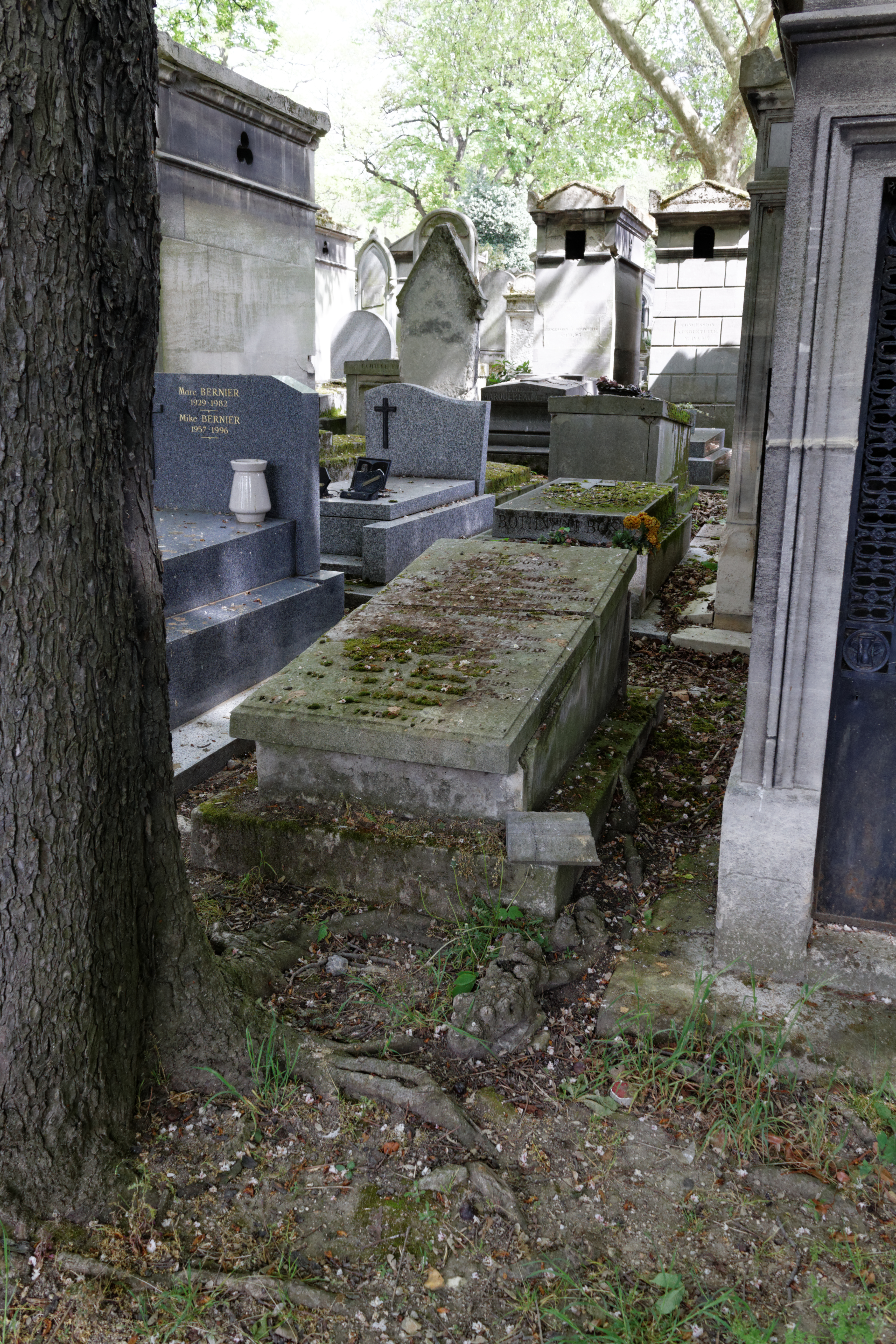
ペール・ラシェーズ墓地にあるクレマンの墓

シャルル・デゾルムの娘と結婚し、それ以降、家名をクレマン＝デゾルム(Clément-Desormes)とした。
パリで1841年11月21日に亡くなり、ペール・ラシェーズ墓地に埋葬された。